# Лапочкин, Андрей Николаевич
Андре́й Никола́евич Ла́почкин (род. 19 сентября 1927, дер. Заборье, Кадниковский уезд, Вологодская губерния — 1 января 1997, Северодвинск) — слесарь-монтажник Северного машиностроительного предприятия Министерства судостроительной промышленности СССР, г. Северодвинск Архангельской области. Герой Социалистического Труда (25.07.1966).

## Биография
Родился 19 сентября 1927 года в деревне Заборье (ныне Усть-Кубинский район Вологодской области). В 1945 году окончил обучение в Архангельском мореходном училище. Работал машинистом на судах Северного морского пароходства.
В 1948 году перешёл работать на завод № 402 (ныне ОАО «Северное машиностроительное предприятие») в городе Молотовск (ныне Северодвинск). Работал слесарем-монтажником на строительстве атомных подводных лодок. Зарекомендовал себя как грамотный специалист слесарь-монтажник.
Указом от 25 июля 1966 года за успехи в работе в 7-й пятилетке и большой вклад в производственную деятельность удостоен звания Героя Социалистического Труда с вручением ордена Ленина и золотой медали «Серп и Молот».
В 1994 году ушёл на заслуженный отдых.
Проживал в Северодвинске. Умер 1 января 1997 года. Похоронен на городском кладбище.

## Награды
Имеет следующие награды за трудовые успехи:
- Герой Социалистического Труда (25.07.1966);
- Орден Ленина (25.07.1966);
- Орден Ленина (28.04.1963);
- Орден Октябрьской Революции (02.02.1984);
- Медаль «За трудовое отличие» (24.09.1954).